# Külmla
Külmla ist ein Ortsteil von Schöndorf im Saale-Orla-Kreis in Thüringen.

## Lage
Külmla liegt westlich von Schöndorf am Rande einer muldenartigen Hochfläche des Südostthüringer Schiefergebirges zwischen Drebatal und Plothental. Zur Saale hin beginnen die bewaldeten Anhöhen und Saalehänge. Die günstigen klimatischen und geologischen Bedingungen im Schleizer Oberland waren und sind vorteilhaft für die landwirtschaftliche Produktion.

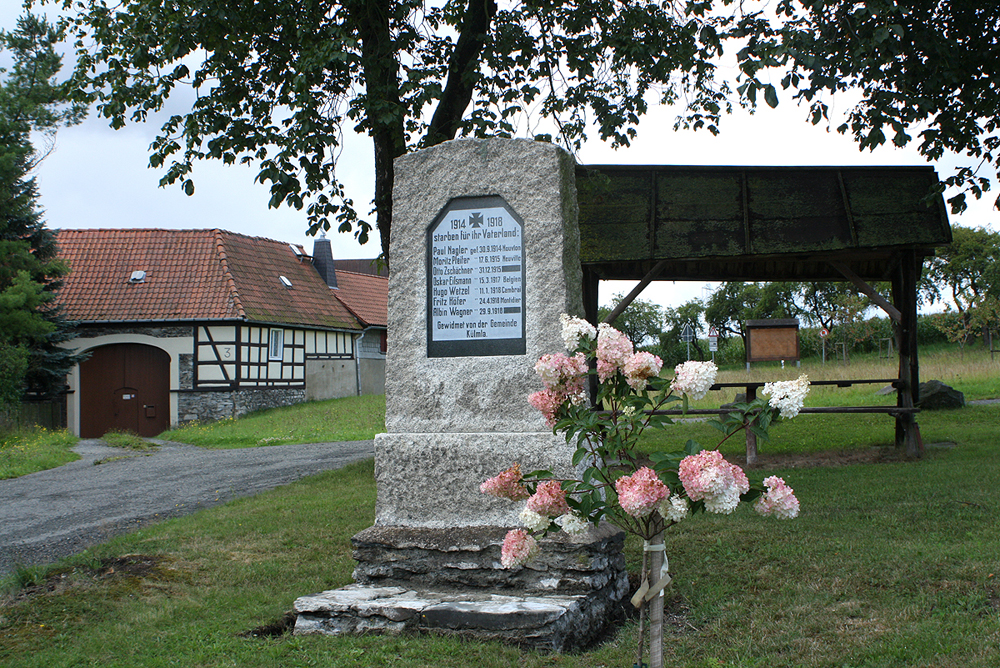
Denkmal für die Gefallenen des Ersten Weltkrieges des Ortes Külmla

## Geschichte

### Erste Siedlungen
Die ersten Wohnstätten des Ortes sind auf eine ursprünglich sorbische Begründung zurückgeführt. Andere Vermutungen gehen bis auf die Zeit keltischer Besiedlung zurück. Von einem Schafgraben hinter dem ehemaligen Wirtshaus Eißmann (später Geilsdorf) lässt sich ein möglicher Ursprung in keltischer Zeit anführen. So lassen sich Schaf-Fluren fallweise von dem keltischen Wort „Scor“ für Gehege oder Befestigung ableiten. Es wird also vermutet, dass schon zu keltischer Zeit ein befestigter Rundwall an der Stelle des Schafgrabens stand und dieser namensgebend war. Mit Sicherheit kann gesagt werden, dass in der Zeit vor der Habsburger Hausmacht eine kleine Burg stand, als Standort kann dieser Schafsgraben angenommen werden.

### Erste urkundliche Erwähnung
Für Külmla gilt das Jahr 1378 als älteste urkundliche Erwähnung. Die Schreibweise „zcum Kulmechene“, später auch „zcum Kolmichen“ oder „Koylmel“, wird aus dem altsorbischen „cholm“ als „Berg“ erklärt und in Verbindung mit der deutschen Verkleinerungssilbe gewissermaßen als „zu dem Kulmchen“, als dem kleinen Berg gedeutet. Der ursprünglich sorbische Name sei dann von den deutschen Siedlern übernommen worden und zur Bekräftigung der deutschen Übersiedler wurde dann auch ein Rittersitz im Orte angelegt.

### Neuzeit
Im Dreißigjährigen Krieg fielen Truppenverbände in Külmla ein. Unter anderem sollen am 3. Oktober 1637 schwedische Soldaten von Ziegenrück kommend schwer gehaust haben. 1640 lagen in Ziegenruck längere Zeit schwedische Musketiere und Reiter, die die umliegenden Dörfer wiederholt plünderten. Ebenfalls gab es Überfälle von kaiserlichen Soldaten. Die Bewohner flohen mit ihrem Vieh in die Wälder im Plothental. Der Name „Kriegsgelänge“ für ein Flurstück auf der Höhe der Külmlaer Flur soll von jener Zeit herrühren.
Auch der Siebenjährige Krieg und der Napoleonische Krieg brachten Durchmärsche, Einquartierungen und daraus folgend große Not, Krankheiten und Seuchen.

### Preußische Zeit
Der Ort gehörte bis 1815 zum kursächsischen Amt Ziegenrück und kam nach dessen auf dem Wiener Kongress beschlossenen Abtretung an den preußischen Landkreis Ziegenrück, zu dem der Ort bis 1945 gehörte.
Am 5. September 1886 brannten fünf Gehöfte und der Tanzsaal durch einen beim Dreschen ausgebrochenen Brand nieder. 1909 wurde das erste Telefon in der Gaststätte Eißmann installiert. In den Jahren 1913/14 wurde die neue Straße nach Ziegenrück, entlang des Plothentals gebaut. 1923 wurde Külmla an das Stromnetz angeschlossen. Zwischen 1923 und 1928 erfolgte die Separation, dabei wurden Felder ausgetauscht, sodass kleine und Kleinstparzellen zusammengefasst wurden und dadurch größere Einheiten entstanden. 1929 Wurde der Gutsbezirk Külmla aufgelöst, wodurch Rittergutsbesitzer Golle nur noch dieselben Rechte und Pflichten hatte wie jedes andere Gemeindemitglied. 1931 wird Külmla an die Kraftpost Schleiz angebunden, seitdem gibt es eine Poststelle in Külmla.

### Nach dem Zweiten Weltkrieg
Der Zweite Weltkrieg endete mit dem Einmarsch der Amerikaner am 15. April 1945. Am 2. Juli 1945 machten sie Platz für die Rote Armee. Am 1. Oktober 1945 wurde der preußische Landkreis Ziegenrück aufgelöst und Külmla kam zum Kreis Schleiz. Auch Külmla musste eine große Zahl an Umsiedlern unterbringen, was bei dem knappen Wohnraum sehr schwierig war. Gelöst wurde dieses Problem mit der Einrichtung von Wohnungen in einigen Gebäuden des Ritterguts. 1970 ist die Konsumverkaufsstelle in Külmla geschlossen worden.
Am 1. Januar 1979 wurden die drei Orte Schöndorf, Tausa und Külmla zur politischen Gemeinde Schöndorf zusammengelegt.

## Persönlichkeiten
- Edgar Kirst (* 28. Juli 1951), Hochspringer, verbrachte seine Jugend in Külmla[13]
- Joachim Kirst (* 21. Mai 1947), Zehnkämpfer, verbrachte seine Jugend in Külmla[13]

## Denkmäler
Am Ortsausgang Richtung Ziegenrück, steht auf einer dreieckig angelegten Wiese das Denkmal für die Gefallenen des Ersten Weltkrieges. Auf der Tafel sind alle Gefallenen (7) des Ersten Weltkriegs aus Külmla mit ihrem Todestag aufgeführt. Die etwa 8 Meter breite und 20 Meter lange dreieckige Wiese ist zusammen mit dem Denkmal angelegt worden. Auf ihr standen ursprünglich zwei Kastanien, zwei Blaufichten, eine Trauerweide und zwei Akazien. Heute stehen nur noch die beiden Kastanien. Im Jahr 2014 hat der Dorf- und Heimatverein zwei Hortensien zu dem Ensemble hinzugepflanzt.